# المركز الإسماعيلي في فانكوفر
المركز الإسماعيلي في فانكوفر هو واحد من ستة مراكز اسماعيلية في جميع أنحاء العالم. يعتبر أول تجمع إسماعيلي مبني لهذا الغرض وأول مركز إسماعيلي في أمريكا الشمالية. وبناءً على ذلك، فقد كان موضوعًا لتحليل أكاديمي متواصل ومتخصص، حيث تمت الإشارة إليه كدراسة لحالة للعمارة الإسلامية الحديثة في الغرب.

## التأسيس
أنشأه صاحب السمو آغا خان الرابع، الإمام التاسع والأربعون بالوراثة للمسلمين الشيعة الإسماعيليين، كان المركز الإسماعيلي في فانكوفر هو الأول من بين هذه المراكز في أمريكا الشمالية والثاني في سلسلة من ستة مراكز إسماعيلية موجودة حاليًا في لندن ولشبونة ودبي ودوشانبي ووتورنتو.
أقيم حفل التأسيس للمبنى الجديد في 26 يوليو 1982، واكتمل البناء في عام 1985.افتتح رئيس الوزراء الكندي السابق بريان مولروني المبنى الجديد، خلال اليوبيل الفضي لسمو الآغا خانز

## الهندسة المعمارية والتصميم
صممه المهندس المعماري في فانكوفر برونو فريشي، حيث صُمم المبنى على أنه "مبنى سفاري" يهدف إلى إعطاء تعبير معماري بصري للمجتمع الإسماعيلي الآخذ في التوسع في كندا، وصمم "ليس فقط لاستخدام أعضاء المجتمع الإسماعيلي في كندا. المجتمع الإسماعيلي ، لكن [...] ليصبحوا جزءًا من نسيج الحياة المدنية في المنطقة'. تم وصف المركز بأنه "ضخم" و"مذهل" و "الجلوس بانسجام" داخل بيئته ، مما يعكس "المفردات المعمارية الإسلامية التقليدية في السياق والمواد والحرفية الحديثة". تبلغ مساحتهه 3870 مترًا مربعًا (41600 قدم مربع) ، مع قبو يحتوي على مكاتب وفصول دراسية، وطابقين علويين، وقاعة صلاة مزدوجة الارتفاع (مخصصة للعبادة الإسماعيلية) وقاعة متعددة الأغراض، ويحتوي على نافورة في فنائه. وقاعة الصلاة مسقوفة بسلسلة من القباب الضحلة ذات الطراز التركي. التصميم "جذب الاستحسان الدولي".
دين الإسلام هو الدين الذي يرتبط فيه الروحاني بالعلماني ارتباطًا وثيقًا. نتيجة لذلك ، يجب أن يعكس المركز كلاً من التطلعات التاريخية والتقليدية وكذلك التطلعات المعاصرة والتطلعية للمجتمع الإسماعيلي.

## روابط خارجية
- معرض صور الجماعة الإسماعيلية والمركز ، برنابي ، كندا ، سيميرج - رؤى من جميع أنحاء العالم (11 أبريل 2009)